# Икура (населённый пункт)

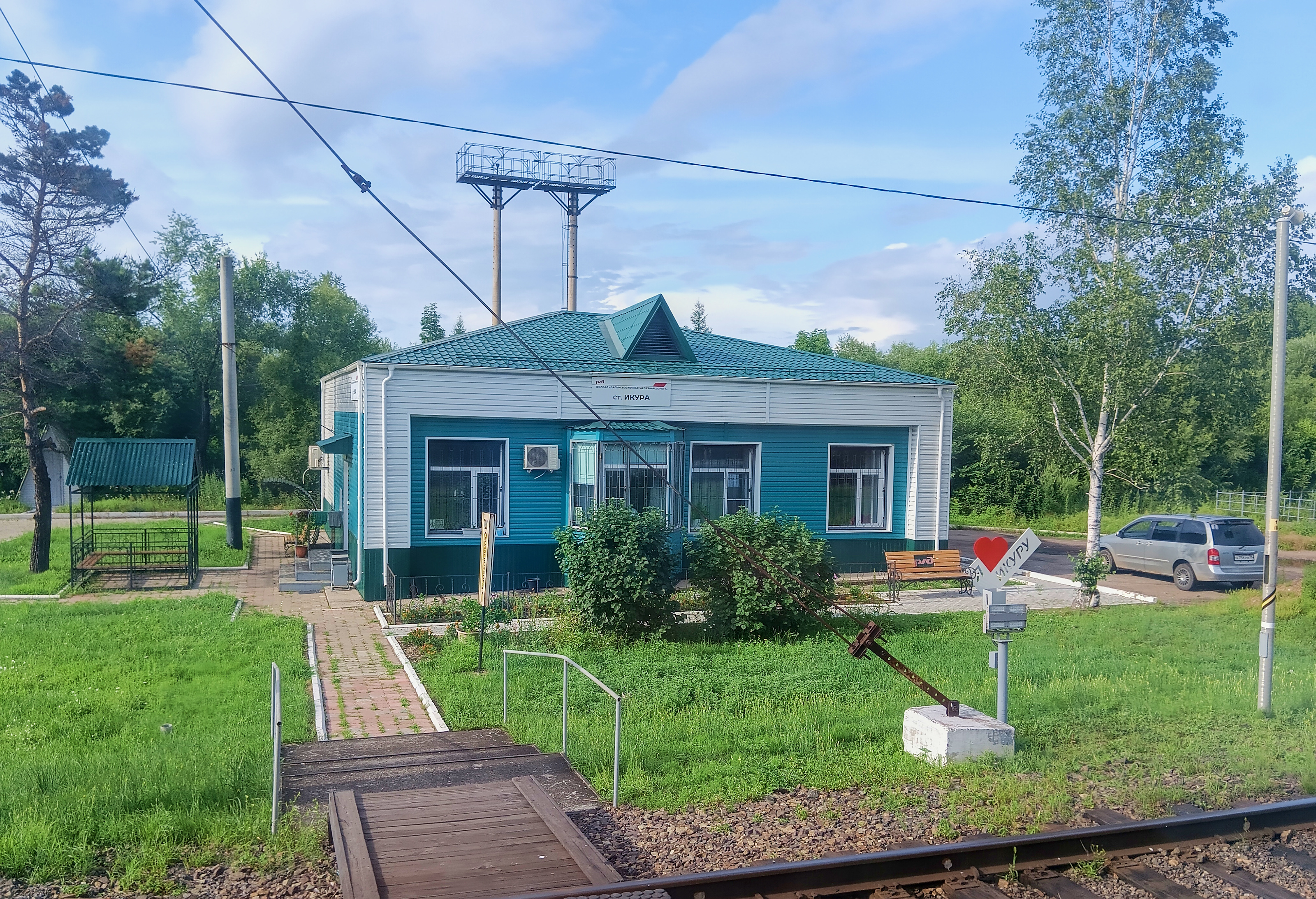
Станция Икура, 2024

Ику́ра — железнодорожная станция (населённый пункт) в Смидовичском районе Еврейской автономной области России.

## География
Станция Икура стоит между реками Ин-Бира (приток реки Ин, бассейн Урми), на севере; и Икура (бассейн Биры), на юге.
Станция Икура расположена на автотрассе Чита — Хабаровск, рядом проходит Транссибирская магистраль.
Расстояние до районного центра пос. Смидович около 54 км (на восток по автотрассе Чита — Хабаровск), расстояние до Биробиджана (на запад по автотрассе Чита — Хабаровск) около 8 км.
Западнее станции Икура проходит административная граница между Смидовичским и Биробиджанским районом.

## Население
| 2002 | 2010 |
| ---- | ---- |
| 14   | ↗20  |

## Инфраструктура
- Станция Икура, жители работают на Дальневосточной железной дороге.
- В окрестностях станции Икура находятся садовые участки биробиджанцев.